# Pedro Ossandón Buljevic

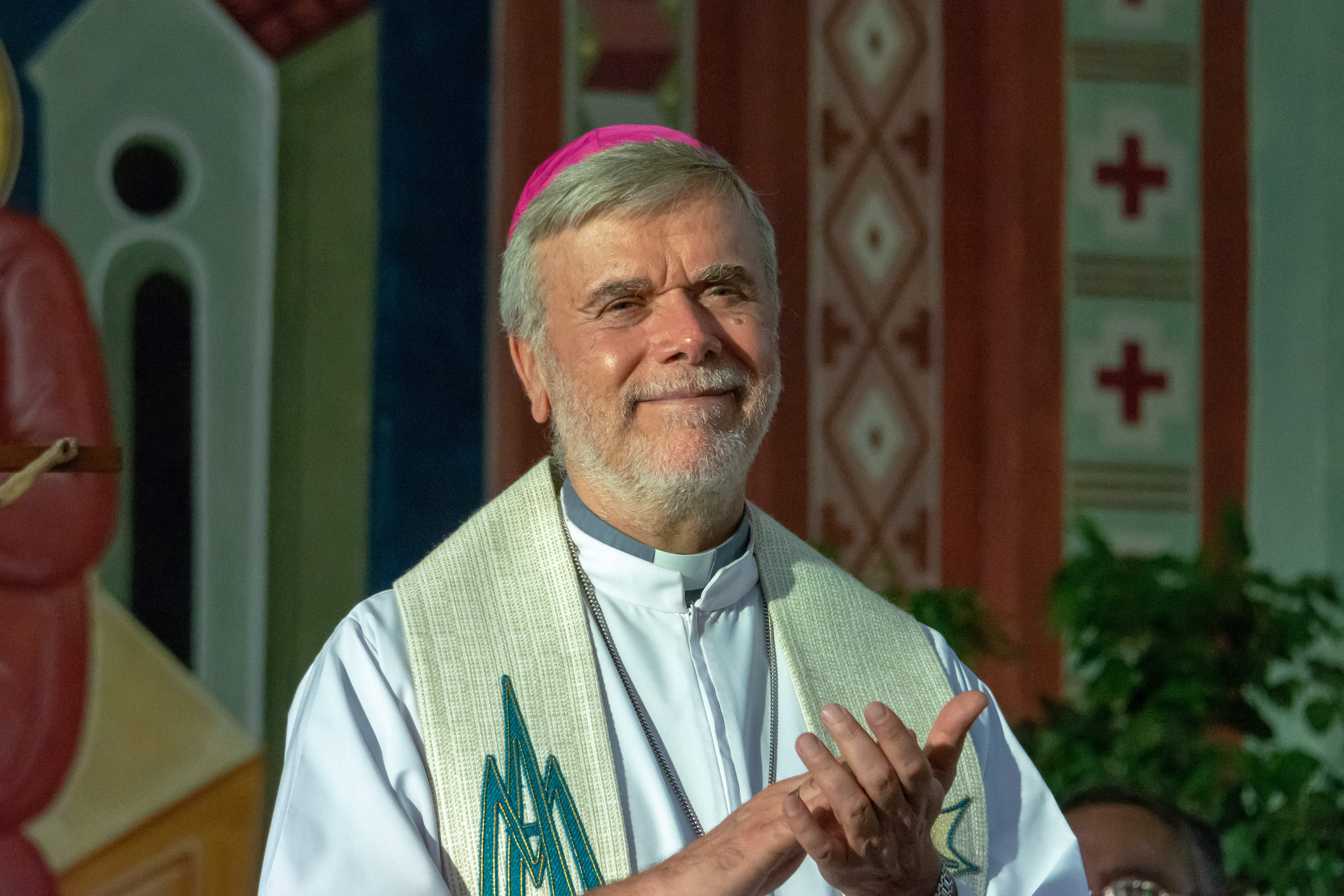
Pedro Ossandón Buljevic, 2020

Pedro Mario Ossandón Buljevic (* 16. Oktober 1957 in Santiago de Chile, Chile) ist ein chilenischer Geistlicher und römisch-katholischer Militärbischof von Chile.

## Leben
Nach dem Studium der Katholischen Theologie wurde Pedro Ossandón Buljevic am 20. Dezember 1986 in Santiago de Chile zum Priester geweiht.
Am 4. November 2008 ernannte ihn Papst Benedikt XVI. zum Titularbischof von La Imperial und zum Weihbischof in Concepción. Die Bischofsweihe spendete ihm der Erzbischof von Concepción, Ricardo Ezzati Andrello SDB, am 12. Dezember 2008; Mitkonsekratoren waren der Erzbischof von Santiago de Chile, Francisco Javier Kardinal Errázuriz Ossa, und Cristián Contreras Villarroel, Weihbischof in Santiago de Chile.
Während der Sedisvakanz war er von Januar bis April 2011 Apostolischer Administrator des Erzbistums Concepción. Am 10. Juli 2012 wurde er zum Weihbischof in Santiago de Chile ernannt. Vom 11. Juni 2018 bis zum 15. Juli 2021 war er zudem Apostolischer Administrator des vakanten Bistums Valparaíso.
Am 28. Oktober 2021 ernannte ihn Papst Franziskus zum Militärbischof von Chile. Die Amtseinführung fand am 24. November desselben Jahres statt.